# Ван дер Влис, Ко
Якобюс (Ко) ван дер Влис (нидерл. Jacobus "Ko" van der Vlis; 21 июля 1898, Утрехт — 11 октября 1969, Амстердам) — нидерландский футболист, игравший на позиции левого крайнего нападающего, выступал за амстердамский «Аякс».

## Спортивная карьера
В августе 1917 года Ко ван дер Влис вступил в футбольный клуб «Аякс». На тот момент он проживал в восточной части Амстердама по адресу Эрсте Атьехстрат 89. Ко стал играть как нападающий за седьмой состав «Аякса», а в январе 1918 года был переведён в шестую команду. В сезоне 1919/20 выступал за четвёртый состав, где также играли Герард Ден и Ринус Бринк. В основном составе амстердамцев дебютировал 25 декабря 1921 года в товарищеском матче против швейцарского «Грассхоппера», сыграв на позиции левого нападающего — на стадионе «Хет Хаутен» его команда одержала победу со счётом 2:1.
Первую игру в чемпионате Нидерландов провёл 26 февраля 1922 года против «Харлема», выйдя в стартовом составе. На 20-й минуте встречи он отдал голевой пас на Яна ван Дорта — во второй половине игры амстердамцы забили второй гол и довели матч до победного конца. В следующем туре 5 марта ван дер Влис отметился голом в ворота роттердамского «Фейеноорда», принеся своей команде первую победу в противостоянии этих двух команд, которое со временем станет настоящим дерби, автором первого гола в матче был Хейн Делсен. В дебютном сезоне Ко провёл в чемпионате 5 матчей — «Аякс» по итогам сезона занял третье место в западной группе.
За четыре года ван дер Влис принял участие в 15 матчах чемпионата и забил 1 гол. Последнюю игру за «Аякс» в рамках чемпионата Нидерландов провёл 22 февраля 1925 года против ДФК, заменив в стартовом составе травмированного Яна де Натриса.

## Личная жизнь

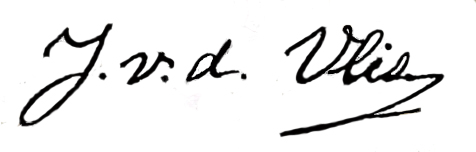
Автограф Ко ван дер Влиса.

Якобюс родился в июле 1898 года в Утрехте. Отец — Йоханнес Лендерт ван дер Влис, мать — Гертрёйда Тиланд, оба родителя были родом из Утрехта. Помимо него, в семье было ещё двое детей: сын Йоханнес Лендерт и дочь Мария Петронелла.
Женился в возрасте двадцати восьми лет — его супругой стала 24-летняя Шаукье Вибригье ван Домбюрг, уроженка Амстердама. Их брак был зарегистрирован 2 сентября 1926 года в Амстердаме. На момент женитьбы работал обойщиком. В марте 1927 года у них родилась дочь Гертрёйда, а в марте 1931 года сын по имени Абрахам Корнелис.
Умер 11 октября 1969 в Амстердаме в возрасте 71 года. Похоронен 16 октября на территории кладбища Де Ньиве Остер в Амстердаме. Его супруга умерла в ноябре 1977 года в возрасте 79 лет.